# 吉名駅
吉名駅（よしなえき）は、広島県竹原市吉名町宮条にある、西日本旅客鉄道（JR西日本）呉線の駅である。駅番号はJR-Y24。

## 歴史
- 1935年（昭和10年）
  - 2月17日：鉄道省三呉線（現・呉線）竹原駅 - 三津内海駅（現・安浦駅）間延伸時に開設[3]。
  - 11月24日：三原駅 - 海田市駅間全通に伴い、線路名称改定。呉線所属となる[3]。
- 1961年（昭和36年）6月6日：貨物取扱廃止[2]。
- 1984年（昭和59年）2月1日：荷物扱い廃止[2]。
- 1987年（昭和62年）4月1日：国鉄分割民営化に伴い、西日本旅客鉄道（JR西日本）の駅となる[2]。
- 1989年（平成元年）3月11日：ダイヤ改正に伴い、朝に1往復三原駅 - 当駅間の区間列車運行開始[4]。
- 1995年（平成7年）10月1日：管轄が広島支社の直轄（三原管理駅）から三原地域鉄道部に変更される[5]。
- 1996年（平成8年）：駅舎改築[1]。
- 2003年（平成15年）10月1日：ダイヤ改正に伴い、三原駅 - 当駅間の区間列車廃止[6]。
- 2006年（平成18年）3月18日：ダイヤ改正に伴い、臨時快速「瀬戸内マリンビュー」の停車駅となる。
- 2007年（平成19年）
  - 8月：ICOCA専用改札機（カードリーダー）設置。
  - 9月1日：ICカード「ICOCA」が利用可能となる。
- 2010年（平成22年）
  - 7月14日：平成22年梅雨前線豪雨に伴い、呉線内で複数の土砂崩れが発生。三原駅 - 呉駅間が不通となる[7]。
  - 11月1日：竹原駅 - 安浦駅間運行再開[8]。
- 2011年（平成23年）3月12日：ダイヤ改正に伴い、臨時快速「瀬戸内マリンビュー」の通過駅に戻る[9]。
- 2016年（平成28年）
  - 6月22日：平成28年梅雨前線豪雨に伴い、安登駅 - 安芸川尻駅間で土砂崩れが発生。三原駅 - 広駅間が不通となる[10]。
  - 6月27日：三原駅 - 安浦駅間運行再開[10]。
- 2018年（平成30年）
  - 6月1日：三原地域鉄道部廃止に伴い、三原駅の被管理駅となる[11]。
  - 7月5日：平成30年7月豪雨に伴い、不通となる[12]。
  - 12月15日：三原駅 - 安浦駅間復旧に伴い、営業再開[13]。

## 駅構造
相対式ホーム2面2線を有する列車交換可能な地上駅。線路は築堤上を走っており、ホームへは階段を登る。
無人駅。自動改札機は無いが、ICOCAが利用可能（相互利用可能ICカードはICOCAの項を参照）。ICカードは専用カードリーダーで処理する。また、自動券売機も設置されている。改札外に男女共用の簡易水洗式トイレが設置されている。

### のりば
| ホーム      | 路線 | 方向 | 行先           |
| ----------- | ---- | ---- | -------------- |
| 反対側（1） | 呉線 | 上り | 竹原・三原方面 |
| 駅舎側（2） | 呉線 | 下り | 呉・広島方面   |

付記事項
- 実際には上記ののりば番号標はない。上記の番号は列車運転指令上の番線番号である。
- 2番線（駅舎側）には呉方面、三原方面双方に出発信号機があり両方向への出発が可能。

## 利用状況
近年の1日平均乗車人員の推移は以下の通り。
| 年度                | 1日平均 乗車人員 | 出典   |
| ------------------- | ---------------- | ------ |
| 1989年（平成 元年） | 569              | [ 14 ] |
| 1990年（平成02年）  |                  |        |
| 1991年（平成03年）  |                  |        |
| 1992年（平成04年）  | 536              | [ 15 ] |
| 1993年（平成05年）  |                  |        |
| 1994年（平成06年）  |                  |        |
| 1995年（平成07年）  |                  |        |
| 1996年（平成08年）  |                  |        |
| 1997年（平成09年）  |                  |        |
| 1998年（平成10年）  | 397              | [ 16 ] |
| 1999年（平成11年）  |                  |        |
| 2000年（平成12年）  |                  |        |
| 2001年（平成13年）  |                  |        |
| 2002年（平成14年）  | 298              | [ 17 ] |
| 2003年（平成15年）  |                  |        |
| 2004年（平成16年）  |                  |        |
| 2005年（平成17年）  |                  |        |
| 2006年（平成18年）  |                  |        |
| 2007年（平成19年）  |                  |        |
| 2008年（平成20年）  |                  |        |
| 2009年（平成21年）  |                  |        |
| 2010年（平成22年）  |                  |        |
| 2011年（平成23年）  | 172              | [ 18 ] |
| 2012年（平成24年）  | 170              | [ 18 ] |
| 2013年（平成25年）  | 168              | [ 18 ] |
| 2014年（平成26年）  | 163              | [ 18 ] |
| 2015年（平成27年）  | 156              | [ 19 ] |
| 2016年（平成28年）  | 134              | [ 19 ] |
| 2017年（平成29年）  | 125              | [ 18 ] |
| 2018年（平成30年）  | 93               | [ 18 ] |
| 2019年（令和 元年） | 113              | [ 18 ] |
| 2020年（令和02年）  | 101              | [ 20 ] |
| 2021年（令和03年）  | 94               | [ 21 ] |
| 2022年（令和04年）  | 89               | [ 22 ] |
| 2023年（令和05年）  | 89               | [ 23 ] |

## 駅周辺
- 広島県道208号吉名停車場線
- 広島県道464号竹原吉名線
- 国道185号
- 吉名郵便局
- 竹原市立吉名学園

吉名は池田勇人の出身地であり、駅東方の神社近くに池田の胸像が立つ。

## 隣の駅
西日本旅客鉄道（JR西日本）
 呉線
竹原駅 (JR-Y25) - 吉名駅 (JR-Y24) - 安芸津駅 (JR-Y23)